# Enez
Enez, ókori nevén Aenos, régies magyar nevén Énosz, város Törökország Edirne tartományában.

## Fekvése
Az Égei-tenger partján, a Marica torkolatától keletre fekvő település. 

## Története
A Marica folyó déli partján fekvő városról az 1800-as évek végén még azt írta a Pallas Nagy Lexikona:
...város Drinápoly török vilajet Dedeagacs szandzsákban az Egei-tenger partján, a Marica torkolatától keletre, mintegy 6000 lakossal. A környékén levő mocsarak egészségtelenné teszik, amiért lakóinak száma nem igen növekszik; ennek dacára elég élénk kereskedést űz gyapjúval, pamuttal, bőrökkel, viaszkkal, de főképpen gabonával, amelyet a Maricán hoznak ide. Kikötője e hajókra nézve jelenleg hozzáférhetetlen; ezeknek tőle mintegy 6 km-nyire kell horgonyozniok. Az antik Aenosnak egy szomszédos nagy lagúna, az embodismeni tó volt a kikötője; azon nagy töltésnek, amely a szelek ellen védte, maradványait máig is láthatni. A városnak máig is van egy szép erőssége a bizánci időkből: 15 km.-nyire vannak Trajanopolis romjai, amelyet Trajan alapított és a XVI. századig virágzó város volt.
1355-ben a Genovai Köztársaság birtokába tartozott, 1376-ban a Leszbosz szigetét uraló Gattilusik vásárolták meg és az élére mindig valamelyik családtagot állították (mintegy nyolcvan éven át három Gattilusi-féle uralkodója volt Enosznak, Miklós, Palamédész és Teodór). 
1456-ban II. Mehmed szultán foglalta el. 
A várost ma fesztiválok és tiszta strandjai teszik híressé.

## Nevezetességek
- Erőd - mely még a bizánci időkben épült.
- Itt szállt hajóra utazásai alkalmával 1820. január vége, február eleje körül Kőrösi Csoma Sándor.